# Трокми
Трокмите (Trocmi, Trocmii, Trocmes) са келтско племе, обитавало историческата област Галатия в Централна Мала Азия (днес вилает Ескишехир), като част от
племенния съюз на т. нар. галати, в който влизат още толистобоите и тектосагите.
През 279/278 пр.н.е. те тръгват заедно с толистобоите с водачи Леонорий (на толистобоите) и Лутарий (на трокмите) през Тракия. Участват в похода на Брен и Акихорий по време на Галското нашествие на Балканите. Докато Брен тръгва към Македония те се отделят в Дардания и минават с 20 000 души, половината бойци, през Тракия. Тяхната цел е територията около Византион, където келтите се и заселват. Тук те стават 278 пр.н.е. съюзници на Никомед I (цар на Витиния), за да победи брат си узурпатора Zipoites. С Лутарий те пресичат Хелеспонт и отиват в Мала Азия. След като са освободени от Никомед те започват да грабят на Хелеспонт, a толистобоите в Етолия и Йония, тектосагите — територията на фригийците.
Антиох I ги напада и побеждава в Слонската битка от 275 пр.н.е. той ги побеждава и им дава постоянно местожителство в областта наречена на тях Галатия и създават свои царства в Галатия. Трокмите са заселени около Тавиум, толистобоите в Гордион и Песин, тектосагите в Анкира.
За да не унищожават страната Антиох II (261-246 пр.н.е.) въвежда „Келтски данък“ (Γαλατικά), който им се плащал.
Цар Атал I от Пергамон (241–197 пр.н.е.) спира да плаща този данък-трибут и ги напада, докато галатите престават да навлизат в Пергамон.
През 196 пр.н.е. град Лампсак моли Рим за помощ заради толистобоите. 5500 галати се съюзяват с Антиох III (223-187 пр.н.е.), за да се борят против Рим.
През 189 пр.н.е. римляните сформират голяма войска с командир Гней Манлий Вулзон и прогонват галатите. Трокмите заедно с тектосагите се настаняват на планината Магаба при Анкира, а толистобоите на планината Олимп
Римляните обаче ги побеждават и вземат 40 хиляди пленници, които продават после като роби.
Победените галати влизат в съюз с Рим.